# Evangeliário
Evangeliário, é o livro católico usado na Missa, durante a Liturgia da palavra, mais precisamente na Proclamação do Evangelho. O livro contém os Evangelhos para os domingos e festas do Ano Litúrgico, ou seja, contém trechos dos evangelhos de Mateus, Marcos, Lucas, e de João, que são divididos em um período de três anos. Também é conhecido como Livro dos Evangelhos.

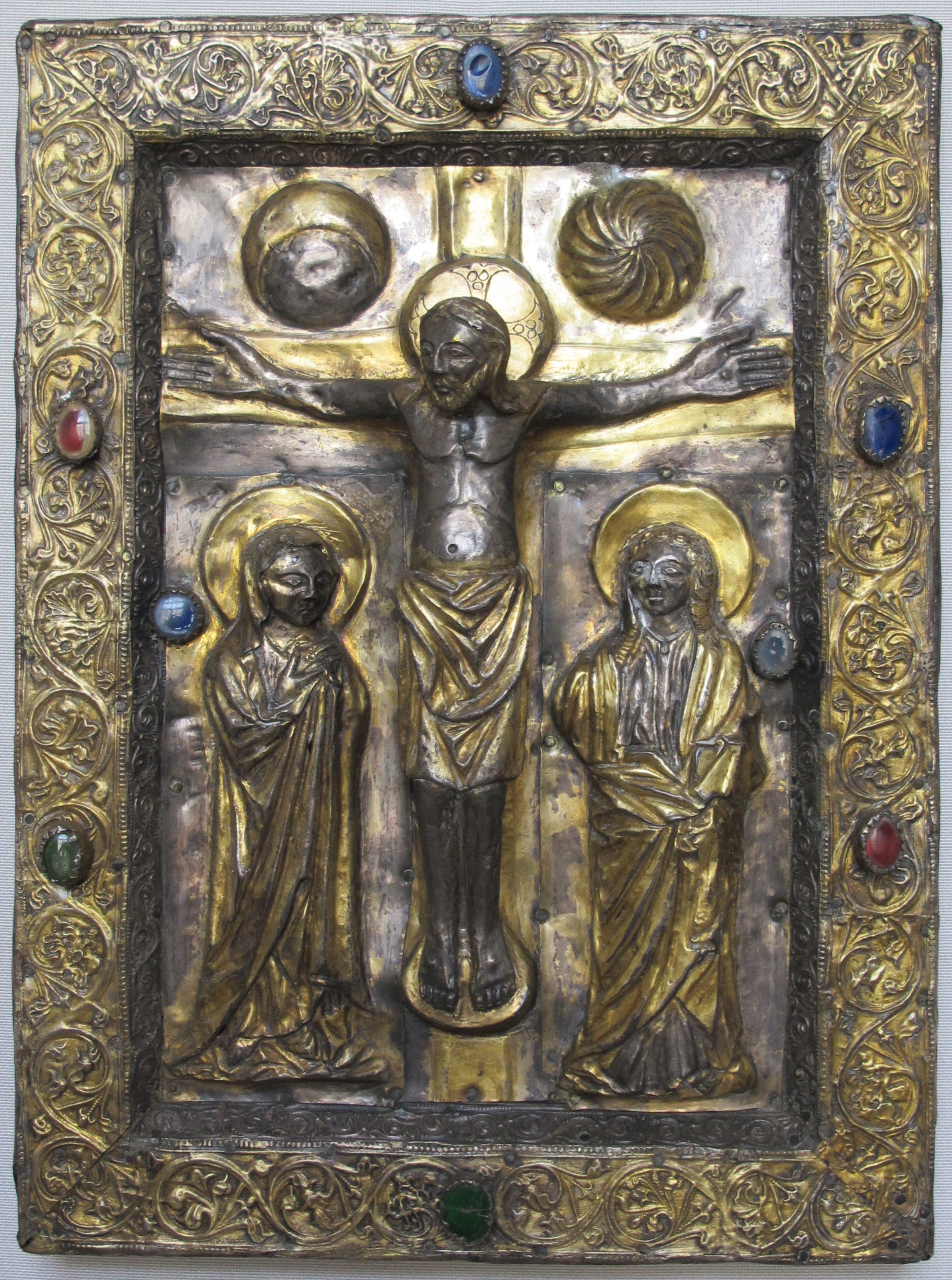
Capa de um Evangeliário

## Uso
Sua entrada, no começo da Missa, é bem solene, geralmente é trazido por um Diácono ou, na falta desse, um leitor. Antes da proclamação do Evangelho, é mantido no centro do Altar. Na Aclamação, é levado ao Ambão, ou Mesa da Palavra, (móvel de onde se proclama as leituras na Missa) e o diácono ou o sacerdote proclama de forma solene o Evangelho. 
Seu uso está previsto na Instrução Geral do Missal Romano e na Instrução do Lecionário. O Papa Bento XVI, em sua Exortação Apostólica Verbum Domini, prevê o uso do Evangeliário em todos as festas e solenidade, inclusive em todos os domingos, já que, pela Doutrina da Igreja Católica, o domingo é a celebração da Páscoa do Senhor.

## Bênção com o Evangeliário
Durante as missas pontificais, após a continuação do Evangelho, é possível ver que este, com o Evangeliário em suas mãos, faz o sinal da cruz. A esse gesto, os fiéis se persignam com o sinal da cruz.
A Instrução Geral do Missal Romano, na rubrica 175, afirma que "nas celebrações mais solenes o Bispo, se for oportuno, dá a bênção ao povo com o Evangeliário". Logo, quando se recebe uma bênção você se persigna com o sinal da cruz, sendo essa a atitude correta.